# Comuna de Gorzów Śląski
Gorzów Śląski (polaco: Gmina Gorzów Śląski) é uma gminy (comuna) na Polónia, na voivodia de Opole e no condado de Oleski. A sede do condado é a cidade de Gorzów Śląski.
De acordo com os censos de 2006, a comuna tem 7693 habitantes, com uma densidade 49,9 hab/km².

## Área
Estende-se por uma área de 154,12 km², incluindo:
- área agricola: 71%
- área florestal: 22%

## Demografia
Dados de 30 de Junho de 2006:
|                      | Total   | Total | Mulheres | Mulheres | Homens  | Homens |
| -------------------- | ------- | ----- | -------- | -------- | ------- | ------ |
|                      | pessoas | %     | pessoas  | %        | pessoas | %      |
| População            | 7693    | 100   | 3931     | 51,1     | 3762    | 48,9   |
| Densidade (pop./km²) | 49,9    | 100   | 25,5     | 25,5     | 24,4    | 24,4   |

De acordo com dados de 2002, o rendimento médio per capita ascendia a 1144,88 zł.

## Subdivisões
- Budzów, Dębina, Gola, Jamy, Jastrzygowice, Kobyla Góra, Kozłowice, Krzyżańcowice, Nowa Wieś Oleska, Pakoszów, Pawłowice, Skrońsko, Uszyce, Zdziechowice.

## Comunas vizinhas
- Byczyna, Kluczbork, Łubnice, Olesno, Praszka, Radłów, Skomlin